# 海南西环高速铁路
海南西环高速铁路是中华人民共和国海南省的一条城际高速铁路，连接海口市与三亚市，途径澄迈县、临高县、儋州市、昌江黎族自治县、东方市、乐东黎族自治县，在2010年10月21日被国家发改委批准立项，于12月30日举行了奠基仪式；而可行性研究报告于2011年7月正式被批复，于2011年下半年开工，2015年12月30日开始运营。海南西环铁路为中国国家I级双线电气化铁路，总投资为271亿元人民币，运营速度为200公里/小时，全线共设16个车站，计划每年输送5000万人次，运送货物1000万吨。
海南西环铁路是海南省“十二五”期间的项目之一，经过海南西部的一批旅游景点，洋浦经济开发区以及其他一些工业区，这条铁路线建成后将改善海南岛的交通条件，并和海南东环铁路构成环绕海南岛一圈的高速铁路，成为中国首条环岛高铁，也是全球第一条在热带地区开通运营的环岛高铁。在将来连接琼州海峡跨海工程，与中国大陆铁路网相连。

## 车站
| 车站名称         | 所在区域       | 所在区域       | 启用日期       | 连接铁路                                        |
| ---------------- | -------------- | -------------- | -------------- | ----------------------------------------------- |
| 海南西环高速铁路 |                |                |                |                                                 |
| 海口站           | 海口市         | 秀英区         | 2005年         | 海南东环铁路 海口市郊铁路 海南西环铁路 粤海铁路 |
| 老城镇站         | 澄迈县         | 澄迈县         | 2015年12月30日 |                                                 |
| 福山镇站         | 澄迈县         | 澄迈县         | 2015年12月30日 |                                                 |
| 临高南站         | 临高县         | 临高县         | 2015年12月30日 |                                                 |
| 银滩站           | 儋州市         | 儋州市         | 2015年12月30日 |                                                 |
| 白马井站         | 儋州市         | 儋州市         | 2015年12月30日 |                                                 |
| 海头站           | 儋州市         | 儋州市         | 2023年12月15日 |                                                 |
| 棋子湾站         | 昌江黎族自治县 | 昌江黎族自治县 | 2015年12月30日 |                                                 |
| 东方站           | 东方市         | 东方市         | 2007年4月18日  | 海南西环铁路                                    |
| 金月湾站         | 东方市         | 东方市         | 2015年12月30日 |                                                 |
| 尖峰站           | 乐东黎族自治县 | 乐东黎族自治县 | 2015年12月30日 |                                                 |
| 黄流站           | 乐东黎族自治县 | 乐东黎族自治县 | 2015年12月30日 |                                                 |
| 乐东站           | 乐东黎族自治县 | 乐东黎族自治县 | 2015年12月30日 |                                                 |
| 崖州站           | 三亚市         | 崖州区         | 1960年         | 海南西环铁路                                    |
| 凤凰机场站       | 三亚市         | 天涯区         | 2015年12月30日 |                                                 |
| 三亚站           | 三亚市         | 吉阳区         | 1960年         | 海南东环铁路 海南西环铁路                       |

## 建设资金
预计总投资将达到271亿元，由中国铁路总公司和海南省共同投资建设。按照比例计算，除了50％的项目资本金135.5亿元，铁路总公司与海南省按照70％﹕30％的比例分摊资本金，海南发展控股有限公司将代表海南省出资本金40.65亿元。
2013年计划投资15.4亿元。在中国铁路总公司资金紧张的情况下，新建西环铁路先行使用公司资金开工建设。海南省发展控股有限公司于2013年1月29日发行25亿企业债（AA＋级）。债券期限7年，固定年利率5.5％，较公司一期15亿元企业债券利率更低。

## 建设进度
- 凤凰机场到三亚段已由中国中铁七局集团有限公司于2012年9月18日动工开建。
- 凤凰机场至海口段将在2013年9月份开工。[8]
- 2015年6月30日，全长345公里的海南西环高铁正式完成铺轨。9月16日，将进行联调联试。
- 2015年12月30日正式开通运营。[9]

## 改造计划
2019年12月，中国国家铁路集团批复利用海南西环高铁和货线三亚至乐东（岭头）段开行公交化旅游化列车改造工程。其中西环高速铁路段计划新建车站4座，改造车站3座，预留2座。新建车站站台按8编组到发线长度建设，既有站按原标准实施。并配套建设与海南西环铁路联络线及存车线检修库等。